# Lophorrhina
Lophorrhina is een geslacht van kevers uit de familie bladsprietkevers (Scarabaeidae). Het geslacht werd voor het eerst wetenschappelijk beschreven in 1842 door Westwood.

## Soorten
- Ondergeslacht Lophorrhina
  - Lophorrhina bidenticornis Allard, 1985
  - Lophorrhina canui Allard, 1990
  - Lophorrhina donckieri Bourgoin, 1913
  - Lophorrhina guttulata Kraatz, 1897
  - Lophorrhina heinkeli Beinhundner, 2015
  - Lophorrhina kiellandi Allard, 1985
  - Lophorrhina overlaeti Burgeon, 1931
  - Lophorrhina pentachordia (Klug, 1835)
  - Lophorrhina pseudincoides Kolbe, 1892
  - Lophorrhina quinquelineata (Fabricius, 1781)
  - Lophorrhina rigouti (Allard, 1985)
- Ondergeslacht Daedycorrhina Bates, 1888
  - Lophorrhina macularia Bates, 1888
  - Lophorrhina rondoensis Allard, 1988
  - Lophorrhina songeana Allard, 1988
  - Lophorrhina tridenticornis Moser, 1916